# Ascenso a la División de Honor 1940
En el torneo de Ascenso a la División de Honor 1940, los campeones de la Liga de Lima (Santiago Barranco) y del Callao (Telmo Carbajo) clasifican a una liguilla de promoción contra los dos últimos equipos de la división de honor. Los equipos que logren mayor puntaje, logran los dos cupos para participar en la división de honor del siguiente año. Al finalizar la liguilla, el club Telmo Carbajo, logra ascender a la división profesional.

## Formato
En 1936 había sido creada la Liga Nacional de Fútbol, que incluía a la División de Honor (máxima categoría) y debajo de ella se encontraban la  Liga de Lima y la Liga del Callao, cada una de ellas con su respectiva Primera División, División Intermedia, Segunda División y Tercera División.
. Los ganadores de la Primera División (Liga de Lima y del Callao) de 1940, participan en una liguilla con los dos equipos últimos de la división de honor, para lograr el ascenso.
Los equipos que no lograron el ascenso, pasan a formar parte de la Liga Regional de Lima y Callao 1941. Esta definición no es considerada una temporada de la Segunda División del Perú ya que esta fue recién creada en 1943.

## Equipos participantes

### Liga de Lima
- Santiago Barranco - Campeón, clasificado a la liguilla
- Juventud Gloria - Subcampeón
- Centro Iqueño
- Atlético Córdoba
- Porvenir Miraflores
- Independencia Miraflores
- Atlético Lusitania
- Unión Carbone
- Juventud Perú
- Sportivo Melgar - Promoción a Liga Regional de Lima y Callao 1941
- Alianza Libertad Lince - Promoción a Liga Regional de Lima y Callao 1941

### Liga del Callao
- Telmo Carbajo - Campeón, clasificado a la liguilla
- Social San Carlos - Subcampeón
- Jorge Chávez
- Unión Estrella
- Sportivo Palermo
- Progresista Apurímac
- White Star - Promoción a Liga Regional de Lima y Callao 1941
- Scuola Deportiva Italia - Promoción a Liga Regional de Lima y Callao 1941

## Liguilla de Promoción
| P | Equipo            | PJ | PG | PE | PP | GF | GC | DG  | PTS |
| - | ----------------- | -- | -- | -- | -- | -- | -- | --- | --- |
| 1 | Sucre FBC         | 3  | 3  | 0  | 0  | 16 | 2  | +14 | 6   |
| 2 | Telmo Carbajo     | 3  | 1  | 1  | 1  | 5  | 9  | -4  | 3   |
| 3 | Santiago Barranco | 3  | 1  | 1  | 1  | 6  | 6  | 0   | 3   |
| 4 | Ciclista Lima     | 3  | 0  | 0  | 3  | 2  | 12 | -10 | 0   |

Desempate 2.º lugar
| 13 de abril de 1941 | Telmo Carbajo              | 3:2 | Santiago Barranco                           | Estadio Nacional, Lima |  |
|                     | Ruiz · Zuzunaga · Zuzunaga |     | Buitrón (en contra) · Julio Aparicio Ayllón |                        |  |

|  | Asciende o se mantiene para el torneo de Primera División de 1941 |
|  | Desciende a la Liga Regional de Lima y Callao de 1941             |